# 耶稣的谱系
耶稣的谱系，是耶稣经由其俗世的父母（玛利亚和约瑟）一支或两支的谱系，在《圣经》中记载于《新约圣经·对观福音书》的2个段落：《马太福音》第1章第2-16节和《路加福音》第3章第23-38节。这2份耶稣的谱系都向上追溯到大卫乃至亚伯拉罕；而《路加福音》中的谱系还继续向上，一直追溯到亚当。这2份耶稣的谱系在亚伯拉罕和大卫之间的部分是一致的，但是在大卫以后的部分则有极大的差异。關於這個差異，有兩派說法，其一為馬太所述為約瑟的谱系，路加所述為玛利亚的谱系，另一說法為馬太所述為約瑟的生父雅各的谱系，路加所述為約瑟的繼承父希里的谱系，因出於所羅門譜系的馬但，生了雅各。馬但死後，屬拿單譜系的瑪塔，娶了馬但的寡婦，並生了希里。因此，希里和雅各是同母的兄弟。希里無子而死，雅各為他兄弟立後生了約瑟。約瑟根據血源是屬雅各，但照著法律，又是屬於希里。因此約瑟是他們二者的兒子。。

## 经文
《马太福音》第1章第1-6节与《路加福音》第3章第32-34节的一致部分
- 亚伯拉罕
- 以撒
- 雅各
- 犹大
- 法勒斯
- 希斯仑
- 亚兰
- 亚米拿达
- 拿顺
- 撒门
- 波阿斯
- 俄备得
- 耶西
- 大卫

| 《路加福音》第3章第23-31节 - 大卫 - 拿单 - 玛达他 - 买拿 - 米利亚 - 以利亚敬 - 约南 - 约瑟 - 犹大 - 西缅 - 利未 - 玛塔 - 约令 - 以利以谢 - 耶疏 - 珥 - 以摩当 - 哥桑 - 亚底 - 麦基 - 尼利 - 撒拉铁 - 所罗巴伯 - 利撒 - 约亚拿 - 约大 - 约西克 - 西美 - 玛他提亚 - 玛押 - 拿该 - 以斯利 - 拿鸿 - 亚摩斯 - 玛他提亚 - 约瑟 - 雅拿 - 麦基 - 利未 - 玛塔 - 希里 - 约瑟 - 耶稣 | 《马太福音》第1章第7-16节 - 大卫 - 所罗门 - 罗波安 - 亚比雅 - 亚撒 - 约沙法 - 约兰 - 乌西雅 - 约坦： - 亚哈斯： - 希西家： - 玛拿西： - 亚们： - 约西亚 - 耶哥尼雅 - 撒拉铁 - 所罗巴伯 - 亚比玉 - 以利亚敬 - 亚所 - 撒督 - 亚金 - 以律 - 以利亚撒 - 马但 - 雅各 - 約瑟 - 耶稣 | 《历代志上》第3章第10-19节 - 所罗门 - 罗波安 - 亚比雅 - 亚撒 - 约沙法 - 约兰 - 亚哈谢 - 约阿施 - 亚玛谢 - 亚撒利雅（烏西雅） - 约坦 - 亚哈斯 - 希西家 - 玛拿西 - 亚们 - 约西亚 - 约雅敬 - 耶哥尼雅 - 撒拉铁、玛基兰、毗大雅等 - 所罗巴伯（此处为毗大雅之子，但在以斯拉记3章2节、尼西米记12章1节、哈该书1章1节都称为撒拉铁之子） - 米书兰、哈拿尼雅 哈舒巴、阿黑、比利家、哈撒底、于沙希悉 |  |

## 耶穌系譜的意義

### 正史的意義
一般認為：猶太人馬太依猶太人的傳統極為重視家譜（詳见《馬太福音》第1章)，完整詳述耶穌系譜以證實耶穌來自   神膏的「正統」血脈。

### 跨越身世
歷史上從亞當到亞伯拉罕到大衛王到耶穌的雙親約瑟與瑪利亞，與其它歷史書最大的不同之處，聖經記錄了這個族譜血緣上一分為二(脈絡)，詳實的錄下有光榮的君王也有販夫走卒甚至是人看為卑賤的身分，但在   神完美的眼下全都是敗壞的罪人(閱讀時人也能憑神授的良知覺察)，共計三個十四代，最後再因著耶穌的誕生二合而為一，預表人性各種樣態最後都被   神以救恩一筆勾銷，因為  神是忌惡但不計屬世血緣身份之惡的  神。至此纔向人們顯露出   神要先知記載這個族譜的用意。

## 差異

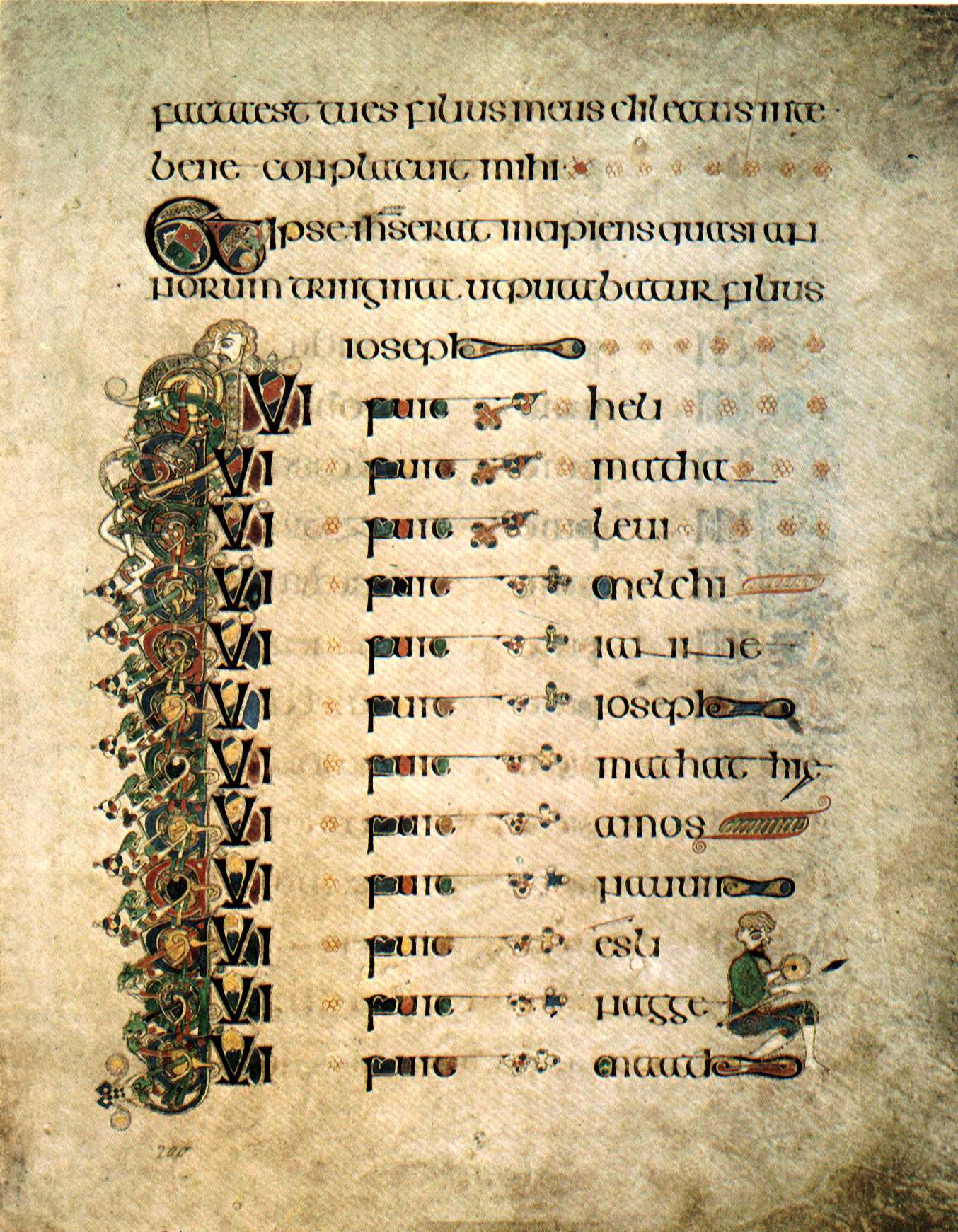
《路加福音》中耶稣的谱系，大约800年前后凯尔特修道士抄录

《马太福音》和《路加福音》所记载的兩份耶稣的谱系有明显的差异。兩份家譜都將耶穌的祖先追溯到亚伯拉罕，但是在大衛之後，就分別接入大衛的兩個兒子——所罗门和拿单的譜系。因此，分歧发生在从大卫到约瑟的父亲这一段。
《馬太福音》中的耶稣谱系记载了耶穌的稱號為「基督」，意思是「受膏者」（受膏的王）。「受膏的王」开始于 所罗门，然后包括了犹大王国的列王；不過猶大諸王中有少数几位被遗漏。例如：亚撒利雅（乌西亚）被称为约兰的儿子，如此就跳过了三代（亚哈谢、约阿施、亚玛谢）。因此耶稣被确定为以色列王国王位合法的继承者。在耶哥尼雅时，由于以色列被巴比伦征服，王室的血统中断。谱系中继续记载了耶哥尼雅的儿子和孙子，他的孙子所罗巴伯是《以斯拉记》中的著名人物。在所罗巴伯与约瑟之间的人物名称，除了少数例外，均未见记载于《希伯来圣经》或其它任何文献。最后的结论是，耶稣被确定为一位新的王，称为“基督”。
《路加福音》所記載的家譜是大卫王另一个较少为人所知的儿子拿单的谱系，拿单只在希伯来圣经中提到过一次，僅間接他提到是大卫的王位继承人之一。《路加福音》中的谱系在大卫与约瑟之间列出了40代人，以每一代人平均大約25年來算，实际上大约跨越了1000年。相較之下，馬太福音中的耶稣谱系只列出了25代人，显然代数太少。
《路加福音》中的耶稣谱系提到耶稣的称号“神的儿子”，这里的意义是因为他是亚当的后裔。而亚当是神所创造的。路加的谱系之前，提到当耶稣受浸时，天上的声音说到，“你是我的儿子”，于是将耶稣的祖先从亚伯拉罕向上继续追溯到更早的祖先亚当，他被称为 “神的儿子”（雖然根據基督教觀，亞當是所有人的祖先，依此論所有人的族譜都能追溯到亞當）。

### 差异的解释
为了解释《马太福音》与《路加福音》中两份谱系之间存在的差异，已经提出了几种理论：
1. 最古老的一种解释，是由北非人游留（Julius Africanus）在3世纪提出[6]，他利用了利未婚的观念，认为马但（马太福音中约瑟的祖父）和玛塔（路加福音中约瑟的祖父）是两兄弟，先后迎娶了同一名女子 –这意味着马但的儿子雅各，可能是约瑟的生身父亲，而玛塔的儿子希里，则是他法律上的父亲。
2. 《路加福音》的谱系是马利亚的谱系，希里其实是马利亚的父亲；而马太福音是记载约瑟的谱系。
3. Barbara Thiering在她的书《那人耶稣》（Jesus the man）中，认为雅各和希里是同一个人。希里使用“雅各”作为族长的称号。路加福音中的谱系是真实的谱系，而在马太福音的谱系被嫁接到所罗门后裔的王室血统。（她的理论无论在世俗或宗教的学术界都只获得了很少人支持）。
4. 至少一份谱系是虚构的，或者两份谱系都是虚构的，以此来解释产生差异的原因[7]。
5. 《马太福音》和《路加福音》分别记载木匠约瑟和亚利马太的约瑟的血统，他们都被认为担任耶稣父亲的角色。

#### 利未婚
基督教传统中，对这些矛盾记载最早的解释是犹太人的利未婚风俗。希波的奥古斯丁得知非洲人游留（Julius Africanus）的这种解释，就加以接受，并且定为权威。
- 基督教传统中，提到约瑟的祖母名叫Estha，她嫁给了大卫之子所罗门的后裔马但，因此成为雅各的母亲。
- 马但去世后，她又改嫁第二位丈夫玛塔，玛塔是大卫之子拿单的后裔，因此她又成为希里的母亲。
- 因此，雅各和希里是同母异父的兄弟。
- 希里虽然结了婚，但是尚未有子女就去世了。因此他的遗孀按照古代利未婚的风俗，嫁给了他的兄弟雅各，生下孩子约瑟，归到希里的名下。
- 因此，约瑟既是雅各的亲生儿子（所罗门的后裔），又是希里法律上的儿子（拿单的后裔）。所以，两个谱系都得以保持。
- 作为希里法律上的儿子，约瑟和他的母亲留在雅各的家族中，根据风俗，约瑟拥有对雅各的合法继承权。

#### 希里
约瑟父亲的名字的混乱，鼓励人们对这2份谱系加以解释，使其达成一致。有人认为《路加福音》中耶稣的谱系是耶稣母亲马利亚的谱系，根本就不是约瑟的谱系。因此，约瑟的父亲是雅各，而马利亚的父亲是希里。两者并不矛盾。
“儿子”一词的用法，常常是用来表示“后裔”的意思，或者与同住在一起的户主的关系。例如在《希伯来圣经》中，睚珥在《民数记》第32章第41节、《申命记》第3章第14节和《列王纪上》第4章第13节都被称为玛拿西的“儿子”。不过，根据《历代志上》第2章第21节、第23章第7节，可以发现， 实际上睚珥与玛拿西已经相隔数代（玛拿西的曾孙女是睚珥的祖母）。因此称呼耶稣是“约瑟的儿子”可以解释为，耶稣是约瑟的家庭成员之一，而不是生物学意义上直系血親的儿子。
由于耶稣为童贞女马利亚所生，其父系的谱系只能随马利亚的父亲。（与之类似的法律情境是古代“妾”的子女不能继承其父亲的财产，却可以继承其外祖父的财产。）
这种意见关注路加福音的希腊语原文的语言。在《路加福音》第3章第23节，插入了一个注释性的短语，按原文直译为：“而耶稣本人是... 希里的一个儿子（依人看来是约瑟的）”（希臘語：και αυτος ην ιησους ... υιος ως ενομιζετο ιωσηφ του ηλι）。对这段经文普通的解释，通常理解为表达了以下想法：人们相信耶稣是约瑟的儿子，其实他是童贞女所生。但是如果严格照字面理解这句插入语，就会发现约瑟完全不在这份谱系之内。换言之，人们相信耶稣是约瑟的儿子，但是实际上他是马利亚父亲希里的儿子。因此约瑟与这份谱系无关。
这种提议考虑到圣经原文的精确措辞，解决了两处经文之间的矛盾，通过追溯到远祖大卫王，来说明耶稣的母亲马利亚的贵族渊源，并提升她的声誉。
不过，这份谱系实际上并未提到马利亚：因此说成是“她的”谱系是一种“大胆的”解释。更有疑问的是，早期基督徒传统没有将路加福音的谱系认定为马利亚的谱系。直到15世纪，Annius of Viterbo首先将这份谱系归到马利亚的谱系，到下一个世纪才流行起来。多数学者对于这份谱系属于马利亚的可能性表示“有把握的”不完全相信。

#### 对约雅敬的诅咒
耶利米曾经预言犹大王约雅敬将要被敌人杀死，并且没有后裔能够继承王位：“所以上主论到犹大王约雅敬如此说，他后裔中必没有人坐在大卫的宝座上。他的尸首必被抛弃，白日受炎热，黑夜受寒霜。”。因此，谱系带来了另一个疑难的问题。不过，许多基督徒提出了这样的解决方案：路加福音的谱系，其实是马利亚的谱系，而不是约瑟的谱系，马太福音中记载的谱系才是约瑟的谱系。如果这是实情，那么耶和华的咒诅就没有受到破坏，因为耶稣并不是约瑟的亲生儿子。

#### 撒拉铁和所罗巴伯
撒拉铁和他的儿子所罗巴伯都是常见的名字，但是有些解经家认为，《路加福音》的耶稣谱系中的撒拉铁和所罗巴伯，与《马太福音》的耶稣谱系中的撒拉铁和所罗巴伯“不是”同样的人。马太福音中的所罗巴伯就是那位大约在公元前520年带领犹太人从巴比伦返回耶路撒冷的著名人物，他也许出生于公元前570年前后。与此相对照，如果每一代约有25或23.8年，那么路加福音中的所罗巴伯出生于大约公元前502年（或公元前478年）。换言之， 路加福音中的撒拉铁是生活在那位著名的撒拉铁的3代或4代人以后。他只是以那位著名的撒拉铁命名，然后又照样将他自己的儿子以著名的撒拉铁的著名的儿子所罗巴伯命名。这个著名的名字此后继续频繁出现在希伯来圣经中，以带领犹太人从被掳之地回归圣地的正面人物出现。因为是不同的人物，因此出现以下情况就并不矛盾：在马太福音中，那位著名的撒拉铁的父亲是国王耶哥尼雅，但是在路加福音中，撒拉铁的父亲是不知名的尼利，同样，在马太福音中，那位著名的所罗巴伯的儿子是亚比玉，而在路加福音中，所罗巴伯的儿子是利撒。

#### 所罗巴伯的儿子
历代志中提到了所罗巴伯为数众多的孩子，但是无论是亚比玉还是利撒，都不在名单之列。 一些学者认为这个段落显示了在圣经抄写中发生了错误。照此推论，如果能在别处找到一份幸存的谱系名单，可能提到亚比玉列在原始名单上。有人认为亚比玉可能与历代志中所列的所罗巴伯的长子米书兰就是同一个人。或者说他虽然是所罗巴伯的后裔，但并不是他自己的儿子，例如可能是一个孙子，即所罗巴伯某一个儿子所生的儿子。另一种解释是，亚比玉可能不是所罗巴伯的亲生子嗣，而是另外意义上的儿子，例如利未婚的情况。一位并非亲生的子嗣也许就避免了对约雅敬的诅咒，这样亚比玉就能够列入符合资格继承重建的大卫王位的名单（这是另一个关于约瑟由于家族血统受诅咒缠身的解决方案）。有人认为利撒可能是所罗巴伯的一个女婿，或者利撒和亚比玉都是他的女婿。还有另一种解释说，亚比玉可能与路加福音的谱系中的约亚拿的儿子犹大是同一个人, 这就意味着这2份谱系中有几代人是共同的。有人认为利撒可能是所罗巴伯某一个儿子（出生于波斯时期）的另外一个名字。他们指出“利撒”可能源自于一个波斯语词汇，意为“王子”，很适合出生在拥有王室血统家庭的人。

### 妇女

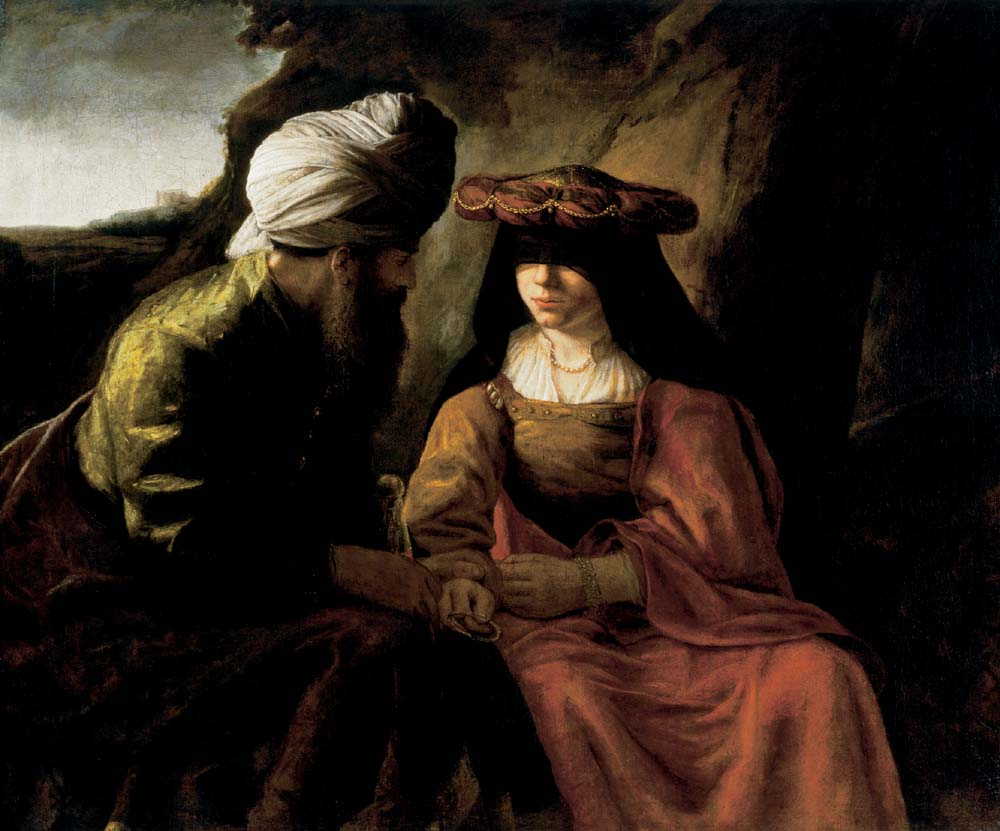
犹大和他玛

马太福音中的耶稣谱系一共记载了5位妇女——他玛、喇合、路得、拔示巴和马利亚。这些记载非同寻常，因为在那个时代的谱系中根本不会将妇女载入其中；例如，路加福音中的谱系就没有提到她们。奥尔布赖特和曼恩支持这种理论，提到这些妇女是为了突出妇女在过去曾经扮演的重要角色，意味着谱系中提到的其他妇女 — 马利亚 — 能够与她们相匹敌。女权主义学者，例如艾米-吉尔·勒温（Amy-Jill Levine）持这种观点：妇女们在谱系中出现，充当一长列男性家长信息的破坏者。而新约学者雷蒙德·E·布朗（Raymond E. Brown）认为，妇女的出现是故意显示上帝的行动并不总是与当时的道德观保持一致。(他玛延續了猶大支派的長子名份；喇合協助了以色列人；路得的孝道)

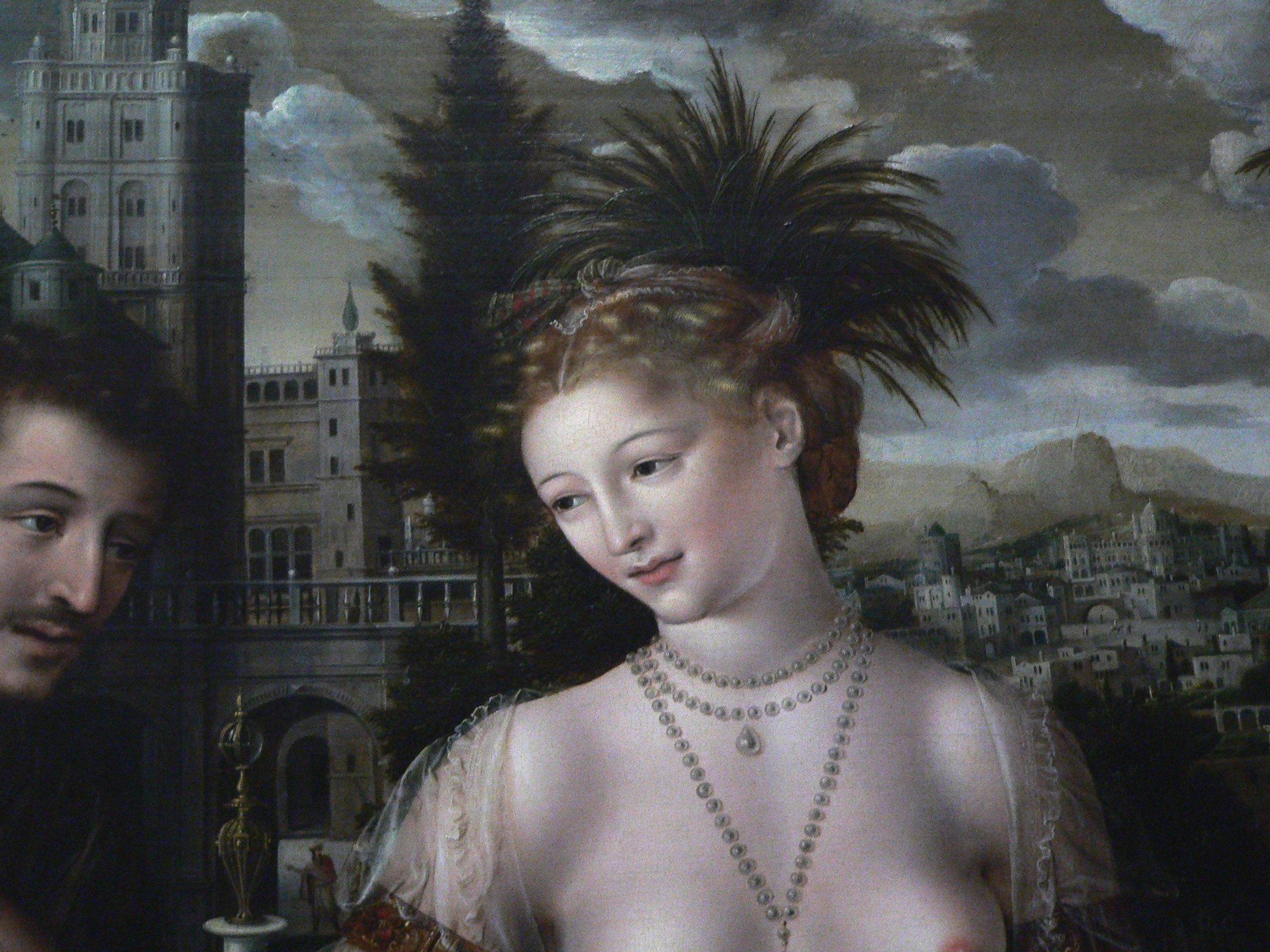
大卫与拔示巴，1562年，卢浮宫

他玛原来是犹大的儿媳，曾经先后嫁给犹大的长子珥和次子俄南，在孀居期间，由于公公未能遵守诺言，让她嫁给第三个儿子，于是他玛通过欺骗的手法，假扮成妓女，与公公发生了乱伦的性关系。喇合是一名职业妓女，并且其居住地耶利哥城被列为耶和华永远咒诅之地。路得是一名摩押人女子，而摩押人因起源于父女乱伦 而在摩西五经中是受到耶和华咒诅的对象，“十代也不可入耶和华的会”。但她们却都因是“义人”被载入名录，而记载所罗门的母亲的时候却没有提她的名字，只说“大卫从乌利亚的妻子生所罗门”（马太福音1:6）-普通士兵赫人乌利亚因对自己职责忠诚而被列入义人当中录入耶稣基督的家谱；曾经被引诱与大卫进行婚外通奸的所罗门的母亲虽后来作了大卫的妻，却因“乌利亚的妻”而永远与大卫一起承受不义的代价（参撒母耳记下11-12章）。在那个时代，上述四位妇女不是受到轻视的对象，就是因不符合社会道德预期而受到谴责的对象。在犹太律法的观点来看，她们的背景都并不荣耀，但前三位妇女却因她们的“义”活出了神所喜悦的生命，并蒙受神的祝福。
有一些学者注意到了这几位妇女的外邦人（非犹太人）身份。喇合是一名迦南人，路得是一名摩押人，拔示巴的丈夫是一名赫梯人，而她自己很可能也是赫梯人，至于他玛，可能也是一名迦南人。首先对此作出评论的金口若望（君士坦丁堡牧首）表示说，谱系中包括这几位妇女，是一种策略，用以暗示耶稣不仅是犹太人的救主，而且也是外邦人的救主。